# Оливето (Напуљ)
Оливето је насеље у Италији у округу Напуљ, региону Кампанија.
Према процени из 2011. у насељу је живело 115 становника. Насеље се налази на надморској висини од 406 м.